# Manoir de Kéroch'iou
Le manoir de Kéroch'iou, (ou Keroc'hiou, ou Ker-Oriou) est un manoir situé sur la commune de Morlaix, dans le Finistère, en France.
Il faut distinguer le vieux manoir, le "vieux Keroc'hiou", aujourd'hui en cours de restauration, de Keroch'iou "le jeune", construit bien plus tard et qui subsiste toujours.

## Situation
Le manoir est situé à 3,4 km au nord du centre ville de Morlaix, en face de Notre Dame de la Salette.

## Historique
En breton, Kerorc'hiou signifie le manoir aux rochers.

### XVesiècle
Les terres attenantes à Keroc'hiou apparentaient dès le XVe siècle à la famille de Porzpozen. Annette Porzpozen épousa en 1509 le fils de Jean Toulgoat et de Marguerite Forget.
Le petit-fils de Jean Toulgoat épousa Marie de Kerambon. C'est leur fille aînée, Marie, qui hérita du domaine. Son mariage avec Pierre de Kergariou, sieur de Kergrist et sénéchale de Morlaix jusqu'en 1648, elle donna naissance à Jonathas qui vendit les terres et le manoir à la famille Oriot du Runiou. Un des héritiers de la famille Oriot du Runiou, l'amiral comte de Breugnon, fut le dernier seigneur du domaine.

### La légende de Keroc'hiou
On raconte qu'il y a fort longtemps, une dame du domaine donna naissance à une petite fille. Le même jour, la femme d'un villageois mit au monde un petit garçon nommé Quirio Lagadec. Les deux bébés furent baptisés en même temps à Ploujean, et le villageois harangua le sieur de Kergorc'hiou en lui annonçant que vingt ans plus tard, son fils épouserait sa fille, ce qui ne plut pas du tout au seigneur.
Vingt ans plus tard, Quirio se présenta au sieur de Kergorc'hiou et demanda la main de sa fille. Le sieur, bien embarrassé accepta à une condition, que Quirio lui ramène trois poils de barbe de Satan, pensant ainsi être définitivement débarrassé du jeune homme. Quirio, après quelque temps, ramena les trois poils de barbe à Kergorc'hiou, Les trois poils, une fois dans la main du seigneur, prirent feu et le brûlèrent si gravement qu'il en mourut le soir même, après s'être repenti et avoir accepté de donner la main de sa fille au jeune Quirio.

### XIXeetXXesiècle
Le manoir actuel fut construit en 1898 alors que Paul de Champagny, veuf sans enfant vendit les terres au baron Alphonse Cazin d'Honninctun en 1893. Alphonse Cazin d'Honninctun, Alix de Saisy sa femme et leurs cinq enfants y séjournèrent jusqu'en 1924, date à laquelle, pour des raisons financières, il vendirent le domaine à Monsieur de Menorval, qui, lui aussi le revendit.
Les armoiries des premiers propriétaires sont encore visibles sur les porches d'entrée et de la cour.

## Description
Sa construction initiale date de 1563. Les matériaux utilisés sont les moellons de schiste pour les murs et le granit pour l'encadrement des ouvertures.
De plan rectangulaire, l'édifice dispose d'une tour carrée dans l'angle nord-ouest, d'un portail en plein cintre dans le prolongement de la façade est, d'une tour carrée. Dans la cour, au nord, on trouve encore les ruines des anciens bâtiments.
Le manoir de Kéroch'iou est partiellement classé monument historique le 29 novembre 1979 (façade, toiture et portail d'entrée).